# Tierra Adentro
Tierra Adentro är en ort i Mexiko.   Den ligger i kommunen Tierra Blanca och delstaten Veracruz, i den sydöstra delen av landet, 300 km öster om huvudstaden Mexico City. Tierra Adentro ligger 58 meter över havet och antalet invånare är 153.
Terrängen runt Tierra Adentro är platt, och sluttar österut. Runt Tierra Adentro är det ganska tätbefolkat, med 65 invånare per kvadratkilometer. Trakten runt Tierra Adentro består till största delen av jordbruksmark.